# Монголски език
Монголският език е алтайски език от Монголското езиково семейство, говорен от около 5 700 000 души основно в Монголия (където е официален) и Китай.

## История
Историята на монголския език се дели на три основни периода.
- Старомонголски език – (до XIII век)

Старомонголският език е близък до монголския праезик, от който произлизат всички монголски езици. В речниковия състав се наблюдават много заемки от тюркските езици и китайския език от периода на династията Тан. По това време се създава и монголската писменост въз основа на староуйгурската азбука.
- Средномонголски език – (XIII – XVII век)

Средномонголският език е запазен в китайска транскрипция на монголски текстове и в двуезични речници. През XVII век монголците приемат тибетския будизъм и езикът им се обогатява с религиозни термини от санскрит и тибетски език. През този период се наблюдава развитието на различни монголски диалекти.
- Съвременен монголски език – (от XVII век до днес)

От XVII век започва да се оформя книжовният монголски език. Разговорният монголски се различава значително от писмения. В Монголия преобладава халха-монголският език, който днес се пише както с кирилица, така и с традиционната монголска азбука. 

## Граматика
- Монголският език е аглутинативен език, в който основна роля играе именното склонение (7 падежа). Множествено число се употребява рядко, няма категория род.
- Глаголната система е силно развита: 2 вида (свършен, несвършен), отрицателно спрежение, 3 наклонения (изявително с две времена (минало и сегашно-бъдеще), повелително, пожелателно), отглаголни съществителни и сложна система от причастия.

## Писменост
След образуването на Монголската народна република (през 1924 г.) се преминава към кирилицата. През 2020 г. монголското правителство обявява, че до 2025 г. ще премине към използване както на кирилицата, така и на старомонголската писменост в официалните документи.
Дългите гласни са удвоени кратки гласни. Произнасят се с натъртване, а не с удължаване.
Ако след буквата „н“ има гласна, гласната не се произнася.
Ако след буквата „н“ има съгласна, тогава „н“ се произнася като „нг“.
| Буква | Название на монголски | МФА        | Произношение на български |  | Буква | Название на монголски | МФА         | Произношение на български |
| ----- | --------------------- | ---------- | ------------------------- |  | ----- | --------------------- | ----------- | ------------------------- |
| Аа    | а                     | a          | а                         |  | Пп    | пэ                    | (pʰ), (pʰʲ) | п                         |
| Бб    | бэ                    | p,pʲ, b    | б                         |  | Pp    | эр                    | r,rʲ        | р                         |
| Вв    | вэ                    | w,wʲ       | в                         |  | Сс    | эс                    | s           | с                         |
| Гг    | гэ                    | ɡ,ɡʲ,ɢ´, k | г                         |  | Тт    | тэ                    | tʰ,tʰʲ      | т                         |
| Дд    | дэ                    | t,tʲ       | д                         |  | Уу    | у                     | ʊ           | у                         |
| Ее    | е                     | jε~jɜ, e   | е                         |  | Үү    | ү                     | u           | у (твърдо)                |
| Ёё    | ё                     | jɔ         | йо                        |  | Фф    | фэ~фа~эф              | (f)         | ф                         |
| Жж    | жэ                    | tʃ         | дж                        |  | Хх    | хэ~ха                 | x,xʲ        | х                         |
| Зз    | зэ                    | ts         | дз                        |  | Цц    | цэ                    | tsʰ         | ц                         |
| Ии    | и                     | i          | и                         |  | Чч    | чэ                    | tʃʰ         | ч                         |
| Йй    | хагас и               | i          | ѝ                         |  | Шш    | ша~эш                 | ʃ           | ш                         |
| Кк    | ка                    | (k), (kʲ)  | к                         |  | Щщ    | ща~эшчэ               | (stʃ)       | щч                        |
| Лл    | эл                    | ɮ,ɮʲ       | л                         |  | Ъ ъ   | хатуугийн тэмдэг      | "           |                           |
| Мм    | эм                    | m,mʲ       | м                         |  | Ыы    | эр үгийн ы            | i           | ъй                        |
| Нн    | эн                    | n,nʲ       | н                         |  | Ьь    | зөөлний тэмдэг        | ʲ           | '                         |
| Оо    | о                     | ɔ          | о                         |  | Ээ    | э                     | e           | е                         |
| Өө    | ө                     | o          | йо                        |  | Юю    | ю                     | jʊ, ju      | ю                         |
|       |                       |            |                           |  | Яя    | я                     | ja, j       | я                         |